# Новий Град (Республіка Сербська)

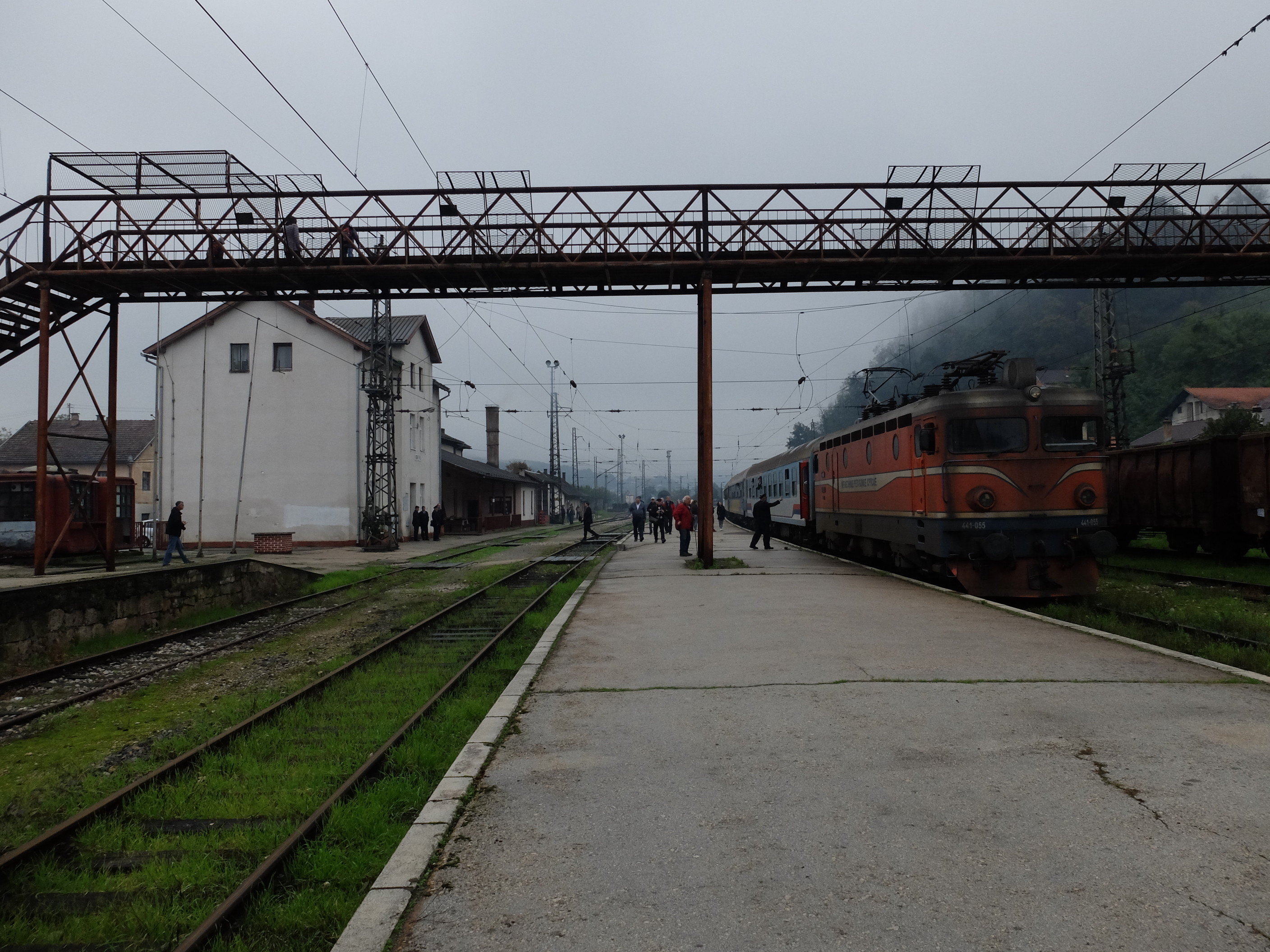
Залізничний вокзал

Новий Град (босн. Bosanski Novi, серб. Нови Град / Novi Grad, хорв. Bosanski Novi) —  місто в північній частині Боснії і Герцеговини. Адміністративний центр однойменної громади. Входить в регіон Прієдор Республіки Сербської. Місто розташоване на річці Уна, на кордоні з Хорватією навпроти хорватського міста Двор. У місті є пошта, лікарня, початкові і середні школи, магазини, культурні центри і т. ін.

## Назва
До боснійської війни місто мало назву Босанський-Новий. Потім урядом Республіки Сербської введено Новий Град або просто Новий (потім тимчасово скасовано судом БіГ) і знову затверджено назву Новий Град.

## Географія
Громада Новий Град розташована на північному заході Боснії і Герцеговини між річками Сана і Уна. Займає площу 470 км². Клімат помірний континентальний.

## Історія
Місто Новий Град вперше згадується в 1280 році за римською назвою Castrum Novum, що в перекладі означає «новий город». У 1895 році австро-угорські правителі перейменували місто в Босанський-Новий. Були дерев'яні мости через річки Уна і Сана. Місцеві жителі остерігалися паводків навесні і восени. У 1872 році громада Босанський-Новий стала першою в Боснійській Країні, яка мала залізничну станцію. Станція давала перевагу громаді над іншими. Перша місцева лікарня побудована приблизно в цей же час.

## Населення

### 1991 рік
Місто:
- Всього — 13,588 (100 %)
- Боснійці — 6,831 (50,27 %)
- Серби — 5,121 (37,68 %)
- Югослави — 1,117 (8,22 %)
- Хорвати — 187 (1,37 %)
- Інші — 332 (2,46 %)

### 2006 рік
У 2006 році більшість населення громади складали етнічні серби.

### 2013 рік
Чисельність населення міста за переписом 2013 року склала 11 063 осіб, громади — 28 799 осіб.